# フィレンツェ公会議
フィレンツェ公会議（フィレンツェこうかいぎ）は1430年代にイタリアで（初めはフェラーラで1438年から、フィレンツェで1439年から）開催されたキリスト教（カトリック）の公会議。バーゼル公会議（1431年 - ）が教皇派と公会議派に分裂し、教皇派らはイタリアに移転し、公会議派はバーゼル（スイス）に留まった。イタリアでは主に東方正教会とローマ・カトリック教会の再合同について議論された。
バーゼルでの会期をあわせてバーゼル公会議あるいはバーゼル・フェラーラ・フィレンツェ公会議と呼んだり、公会議の後半会期にあたるフェラーラからフィレンツェ、ローマで行われた会期をフェラーラ・フィレンツェ公会議などと呼ぶこともある。
- カトリックの公会議史上はバーゼルでの会期をあわせて第17回公会議（バーゼル公会議1431 - 1445年）とされる。この会議を公式のものと認める東方の教会の数え方では第8回公会議。ただし東方ではこれを公会議と認めない教会も多い（現在のコンスタンティノープルの正教会、ロシア正教会など）。

## 経緯

### バーゼルからの移転
- 1431年にスイスのバーゼルで公会議が始まった。その経過についてはバーゼル公会議参照のこと。

オスマン帝国の圧力を受けて、西ヨーロッパ諸国からの支援を求めていたビザンツ帝国皇帝ヨハネス8世パレオロゴスは東西融和の一環として東西教会の分裂の収拾を提案した。西方教会でもこれを歓迎する機運が高まっていたが、この話し合いを行うための場所をめぐって、バーゼルの公会議参加者と教皇側の間の議論は紛糾した。
1437年9月18日、教皇側がギリシア側の便宜を図ってフェラーラへの公会議の移転を発表するとバーゼルの公会議参加者たちは分裂、ニコラウス・クザーヌスなど教皇に従ってフェラーラに移動するものとバーゼルに残留するものとに分かれた。フリードリヒ3世は教皇エウゲニウス4世と交渉して、バーゼルの代表者にバーゼル公会議を途中から欠席させた。
バーゼルに残った急進的な公会議主義者たちは教皇権を超える公会議の権威を主張して、これに反対した教皇の廃位を一方的に宣言。1439年6月25日、独自にサヴォイア公爵アマデウスを教皇に立てた。これがフェリクス5世、最後の対立教皇である（この行為は公会議主義の歴史における大失点となった）。

### フェラーラおよびフィレンツェでの会期
フェラーラ公会議は1438年1月8日に召集され、10日から開催された。3月18日、アルブレヒト2世がフランクフルト・アム・マインでローマ王となった。ビザンツ帝国の皇帝ヨハネス8世パレオロゴスやコンスタンディヌーポリ総主教ヨセフスなどの高位聖職者たちは1438年4月頭にフェラーラへ到着した。東西教会による合同会議は1438年4月9日に開会した。教皇エウゲニウス4世のもと、ビザンツ皇帝、コンスタンディヌーポリ総主教、エフェソス、ニカイア、キエフ、アレクサンドリア、アンティオキア、エルサレムといった東方教会の代表と西方教会の司教たちが一堂に会して討議を行った。しかし、フェラーラでは財政的な困難や疫病の流行という事態に直面したため、教皇庁の金融を担当していたメディチ家（コジモ・デ・メディチ）の申し出を受けて、1439年に公会議はフィレンツェに移転することになった。こうしてビザンツ皇帝や東方教会の聖職者たちがフィレンツェを訪れた。この公会議開催はメディチ家にとって、フィレンツェや教皇庁での地位が強化される盛大なイベントというメリットもあったのである。
フィレンツェでの討議はサンタ・マリア・ノヴェッレ聖堂で行われた。討議では東西教会の間での意見の不一致点を扱い、「フィリオクェ問題」の扱いをめぐって難航はしたものの、一応の妥協案がつくられ、1439年には合同教令「レテントゥル・チェリ」 (Laetentur Caeli) を採択するまでに至った。これによって東西教会の全面的な再統一が大きく進むと見られたが、ビザンツ帝国内では、東方の全教会の総意を得たうえの決議ではなく、政治的な思惑からのものであったため、聖職者や国民らから大きな反発の声が上がり、合同の実現は果たせなかった。モスクワも合同を受け入れず、合同派の府主教キエフのイシドールは追放された。
また、1453年にオスマン帝国軍がコンスタンティノポリスを陥落させた（コンスタンティノープルの陥落）ため、以降東西教会の合同へ向けた協議は行われなくなった。しかし、この公会議によってアルメニア教会の一部がローマ・カトリック教会と合同し、アルメニア典礼カトリック教会が成立するという一応の成果がカトリック教会にもたらされた。

### ローマでの会期と公会議の最後
1443年、公会議はローマへ移転。そこではシリア正教会やマロン派とローマ・カトリック教会との合同が模索された。一方、バーゼルに残留した急進的公会議主義者たちはその過激さのために信用を失墜させていたが、1443年に財政難のためにフェリクス5世の地元ローザンヌに移動した。このころになると、かつて公会議主義者たちを支持した諸侯も見切りをつけて、教皇側を支持するようになり、分裂公会議の参加者も解散に追い込まれた。
最終的に公会議は1449年に教皇ニコラウス5世によって閉会が宣言され、ほとんどの支持者を失ったフェリクス5世も1449年4月7日に退位した。

## ルネサンスへの刺激
この公会議では会期の前後にイタリアにギリシアから知識人が亡命したり、ギリシア語文献が伝えられ、ルネサンス思想に大きな影響を与えることになった。フィレンツェの人文主義者は当時プラトン哲学など、古代ギリシアの文献に注目していたが、ほとんどギリシア語を読めなかった。一方、ビザンツ帝国はギリシア語が公用語で、当時「パレオロゴス朝ルネサンス」と呼ばれる古代ギリシア語研究が盛んな時期でもあった。公会議にはビザンツ帝国から多くの知識人が参加したため、フィレンツェでは彼らを歓迎し、多くの知識を学んだ。ビザンツ帝国の知識人として、ヨハンネス・ベッサリオン、ゲオルギオス・ゲミストス・プレトンらの名前がよく知られている。
- ゲオルギオス・ゲミストス・プレトン（プリソンとも、1360年? - 1452年）。フィレンツェ公会議の際に行ったプラトン講義は、フィレンツェのプラトン熱を高め、のちにコジモ・デ・メディチがプラトン・アカデミーを始めるきっかけになった。プレトンという名自体、プラトンにちなんで改名したものである（姓のゲミストスとは同義語である）。帰国後はミストラにて教育・研究活動を行い同地にて没。遺骨はイタリアに運ばれて再び埋葬された。

- ヨハンネス・ベッサリオン（ヨアニス・ヴィサリオンとも、1403年 - 1472年）。公会議後もフィレンツェに残り、古典文献を収集しフィレンツェにもたらした。のちにカトリックへ改宗し、枢機卿になった他、1451年以来空席となっていたコンスタンティノープル総大司教に任命された。ただし、これは名目的なものである。